# Густав Дарендорф
Густав Дарендорф (на немски: Gustav Dahrendorf) е германски политик, участвал в опита за убийство на фюрера Адолф Хитлер от 20 юли 1944 г.
Баща е на професора по социология, политик и публицист Ралф Дарендорф.

## Биография
Густав Дарендорф произхожда от работническо семейство. През 1915-1918 г. получава търговско образование и работи като търговски представител и служител в офис. През 1914 г. се присъединява към организацията на социалистическата работническа младеж и през 1917 г. – в свободните синдикати. През 1918 г. става член на Германска социалдемократическа партия. До началото на 1920-те години Дарендорф е в организацията на младите социалисти.
През 1921 г. Дарендорф ръководи развитието на принципите на Кил, настоявайки признаване на Ваймарската република от младите социалисти. Дарендорф заема висши длъжности в съвета на младите социалисти и Reichsbanner. Между 1924 и 1932 г., Дарендорф е председател на Младежкия комитет в Хамбург.
През 1914-1933 г. работи като редактор на партийния вестник Hamburger Echo.
На 24 март 1933 г. Дарендорф е поставен няколко дни под домашен арест. През май 1933 г. той отново е арестуван и е затворен за три месеца в затвора в Хамбург. Когато е освободен, Дарендорф не може да си намери работа. Дарендорф използва бизнес контактите си, за да намери противници на нацисткия режим. Той приканва социалдемократите да се присъединят към кръга Крайсау, участвал в заговора срещу Хитлер. Дарендорф е свързан с Ернст Шепенхорстом и Йосиф Симон. Той поддържа политиката на Карл Фридрих Гьорделер. На 23 юли 1944 г. Дарендорф е арестуван и пратен в затвора. На 20 октомври 1944 г. е осъден на лишаване от свобода и граждански права за 7 години. Той излежава присъдата си в затвора в Бранденбург до април 1945 г.
До февруари 1946 Дарендорф работи като заместник-председател на германското централно управление на горивната индустрия в Съветската зона на окупация в Берлин.
По съвет на Улрих Бил през февруари 1946 г. Дарендорф се завръща в Хамбург. През юли 1946 г. е избран за член на борда на Produktion – консуматорското общество. След това заема ръководни длъжности в надзорни съвети на различни компании и се занимава с развитието на потребителското сътрудничество.